# Креанс
Креанс (фр. Créances) — коммуна на северо-западе Франции, находится в регионе Нормандия, департамент Манш, округ Кутанс, центр одноименного кантона. Расположена в 59 м к югу от Шербур-ан-Котантена и в 44 км к западу от Сен-Ло, на западном побережье полуострова Котантен. Прямо напротив коммуны, в 30 км от нее, находится остров Джерси.
Население (2018) — 2 105 человек.

## История
По местной легенде, возникновение Креанса связано с гибелью на побережье Ла-Манша в раннем Средневековье португальского корабля. Моряки и их жены высадились на болотистом берегу и основали поселение. Именно этим объясняется существенное отличие местного населения от потомков норманнов в соседних селениях. Они говорили на своем языке, их женщины одевались в черные одежды, у многих жителей были матовая кожа, черные глаза и каштановые волосы. Впрочем, никаких доказательств этой истории не существует.
С 90-х годов XX века Креанс стал приобретать популярность как морской курорт. Местный песчаный пляж «Printania» привлекает туристов как местных, так и из соседних Нидерландов и Германии. 

## Достопримечательности
- Церковь Святой Троицы XIII века с красивым деревянным алтарем в стиле барокко
- Особняк дю Белле, бывшая резиденция графов Креанс
- Шато Блан
- Приморское побережье, дюны, пруды

## Экономика
Структура занятости населения:
- сельское хозяйство — 18,2 %
- промышленность — 5,8 %
- строительство — 3,6 %
- торговля, транспорт и сфера услуг — 50,7 %
- государственные и муниципальные службы — 21,7 %

Уровень безработицы (2018) — 8,7 % (Франция в целом —  13,4 %, департамент Манш — 10,4 %). 

Среднегодовой доход на 1 человека, евро (2018) — 19 640 (Франция в целом — 21 730, департамент Манш — 20 980).

## Демография
Динамика численности населения, чел.

## Администрация
Пост мэра Креанса с 1983 года занимает Анри Лемуань (Henri Lemoigne). На муниципальных выборах 2020 года возглавляемый им список был единственным.
| Период | Период | Фамилия           | Партия                  | Примечания               |
| ------ | ------ | ----------------- | ----------------------- | ------------------------ |
| 1971   | 1983   | Люсьен Легельтель | Социалистическая партия |                          |
| 1983   |        | Анри Лемуань      | Разные правые           | государственный служащий |